# George Simond
George Miéville Simond (Marylebone, 23 gennaio 1867 – Monte Carlo, 8 aprile 1941) è stato un tennista britannico.

## Palmarès

### Olimpiadi
- Argento a Londra 1908 nel doppio maschile indoor